# Anzelm Kłoczowski
Anzelm Kłoczowski herbu Rawicz (zm. po 18 kwietnia 1593 roku) – stolnik sandomierski w latach 1580-1593.
Poseł na sejm konwokacyjny 1587 roku z województwa krakowskiego.